# The Death Cure
The Death Cure (em português, A Cura Mortal) é um livro de ficção científica distópica escrita por James Dashner, sendo o terceiro livro da Trilogia Maze Runner. 